# Etnia
Etnia – wspólnota mająca wspólne mity pochodzeniowe, własną tożsamość kulturową, w tym nazwę, oraz związek z ziemią ojczystą. W ujęciu Anthony’ego Smitha etnie przyczyniły się do powstania ideologii etnicznych i nacjonalizmów, a chociaż narody i ruchy etniczne kształtować się zaczęły w  społeczeństwie nowoczesnym, to można mówić o ciągłości kulturowej. Koncepcja ta pomija to, że wytwory kultury, w tym symbole narodowe, w nowoczesnych społeczeństwach nabierają nowych znaczeń.